# آرتور مک‌اووآ
آرتور مک‌اووآ (فرانسوی: Arthur MacEvoy‎؛ ۸ نوامبر ۱۸۷۱ – ۲۱ ژوئیهٔ ۱۹۰۴) بازیکن کریکت اهل فرانسه بود.